# Adéla Flanderská
Adéla Flanderská (francouzsky Adèle de Flandre, dánsky Edel af Flandern, italsky  Adelaide delle Fiandre; 1064? – duben 1115) byla dánská královna a poté vévodkyně z Apulie a Kalábrie.

## Život
Byla starší dcerou flanderského hraběte Roberta I. a Gertrudy, dcery saského vévody Bernarda II. Roku 1080 se v Odense provdala za dánského krále Knuta a porodila mu tři děti: syna Karla a dcery – dvojčata Cecílii a Ingegerd (nar. 1085/86). O šest let později byl král Knut zavražděn a Adéla se i se synem uchýlila na otcův dvůr.
Dcery zanechala v Dánsku.
Roku 1092 se znovu provdala do Itálie za Rogera Borsu, syna Roberta Guiscarda, kterému dala tři syny – Ludvíka (zemřel v dětství v roce 1094), budoucího vévodu Viléma a Guiscarda (zemřel v roce 1108). Po Rogerově smrti v roce 1111 se stala regentkou nezletilého Viléma, než v roce 1114 dosáhl dospělosti. Zemřela na jaře roku 1115.